# Into the Dark
Pour les articles homonymes, voir In the Dark.
Into the Dark est une série télévisée d'anthologie d'horreur américaine en 24 épisodes d'environ 85 minutes, diffusée entre le 5 octobre 2018 et le 26 mars 2021 sur Hulu. Chaque épisode est centré sur le thème d'un jour férié du mois de diffusion de l'épisode.
En France, la série est disponible depuis le 13 septembre 2019 sur Prime Video, elle est inédite dans les autres pays francophones.

## Épisodes

### Première saison (2018-2019)
| №  | Titre                     | Réalisé par             | Scénarisé par                                                      | Date de diffusion | Distribution |
| -- | ------------------------- | ----------------------- | ------------------------------------------------------------------ | ----------------- | --- |
| 1  | The Body                  | Paul Davis              | Paul Fisher & Paul Davis                                           | 5 octobre 2018    | Tom Bateman (Wilkes), Rebecca Rittenhouse (Maggie), Aurora Perrineau (Dorothy), David Hull (Allan), Ray Santiago (Jack), Harvey Guillen (Nick), Max Adler (officier Freer) |
| 2  | Flesh & Blood             | Patrick Lussier         | Louis Ackerman                                                     | 2 novembre 2018   | Dermot Mulroney (Henry Tooms), Diana Silvers (Kimberly Tooms), Tembi Locke (docteur Helen Saunders) et Meredith Salenger (Rose Tooms)                                      |
| 3  | Pooka!                    | Nacho Vigalondo         | Gerald Olson                                                       | 7 décembre 2018   | Nyasha Hatendi (Wilson), Latarsha Rose (Mélanie), Jon Daly (Finn), Dale Dickey (Red) et Jonny Berryman (Ty)                                                                |
| 4  | New Year, New You         | Sophia Takal            | Sophia Takal & Adam Gaines                                         | 28 décembre 2018  | Suki Waterhouse (Alexis), Carly Chaikin (Danielle), Kirby Howell-Baptiste (Kayla) et Melissa Bergland (Chloé)                                                              |
| 5  | Down                      | Daniel Stamm            | Kent Kubena                                                        | 1er février 2019  | Matt Lauria (Guy / John Deakins), Natalie Martinez (Jennifer Robbins), Arnie Pantoja (Eddie), Christina Leone (Ruby) et Diane Sellers (la collègue de Jennifer)            |
| 6  | Treehouse                 | James Roday             | James Roday                                                        | 1er mars 2019     | Jimmi Simpson, Mary McCormack, Shaunette Renée Wilson, Maggie Lawson, Stephanie Beatriz, Julianna Guill, Michael Weston, Amanda Walsh, Sutton Foster et Cass Bugge         |
| 7  | I'm Just Fucking with You | Adam Mason              | Gregg Zehentner et Scott Barkan                                    | 5 avril 2019      | Keir O'Donnell, Hayes MacArthur et Jessica McNamee |
| 8  | All That We Destroy       | Chelsea Stardust        | Sean Keller et Jim Agnew                                           | 3 mai 2019        | Samantha Mathis, Israel Broussard, Aurora Perrineau, Dora Madison et Frank Whaley                                                                                          |
| 9  | They Come Knocking        | Adam Mason              | Shane Van Dyke et Carey Van Dyke                                   | 7 juin 2019       | |
| 10 | Culture Shock             | Gigi Saul Guerrero (en) | James Benson, Efren Hernandez, et Gigi Saul Guerrero               | 4 juillet 2019    | |
| 11 | School Spirit             | Mike Gan                | Patrick Casey, Josh Miller et Mike Gan                             | 2 août 2019       | |
| 12 | Pure                      | Hannah Macpherson       | Histoire : Paul Fischer et Paul Davis Scénario : Hannah Macpherson | 6 septembre 2019  | |

### Deuxième saison (2019-2021)
Cette saison contient douze épisodes. La production des deux derniers épisodes a été repoussée à l'automne 2020 en raison de la pandémie de Covid-19, et diffusés début 2021.
| №  | Titre                 | Réalisé par        | Scénarisé par                                                                       | Date de diffusion | Distribution |
| -- | --------------------- | ------------------ | ----------------------------------------------------------------------------------- | ----------------- | ------------ |
| 1  | Uncanny Annie         | Paul Davis         | Alan Blake Bachelor et James Bachelor                                               | 4 octobre 2019    |              |
| 2  | Pilgrim               | Marcus Dunstan     | Histoire : Noah Feinberg Scénario : Noah Feinberg. Marcus Dunstan et Patrick Melton | 1er novembre 2019 |              |
| 3  | A Nasty Piece of Work | Charles Hood       | Paul Soter                                                                          | 6 décembre 2019   |              |
| 4  | Midnight Kiss         | Carter Smith       | Erlingur Thoroddsen                                                                 | 27 décembre 2019  |              |
| 5  | My Valentine          | Maggie Levin       | Maggie Levin                                                                        | 7 février 2020    |              |
| 6  | Crawlers              | Brandon Zuck       | Histoire : Catherine Wignall Scénario: Catherine Wignall et Mike Gan                | 6 mars 2020       |              |
| 7  | Pooka Lives!          | Alejandro Brugués  | Ryan Copple                                                                         | 3 avril 2020      |              |
| 8  | Delivered             | Emma Tammi         | Dirk Blackman                                                                       | 8 mai 2020        |              |
| 9  | Good Boy              | Tyler MacIntyre    | Aaron Eisenberg et Will Eisenberg                                                   | 12 juin 2020      |              |
| 10 | The Current Occupant  | Julius Ramsay (en) | Alston Ramsay                                                                       | 17 juillet 2020   |              |
| 11 | Tentacles             | Clara Aranovich    | Histoire : Alexandra Pechman et Nick Antosca Scénario : Alexandra Pechman           | 12 février 2021   |              |
| 12 | Blood Moon            | Emma Tammi         | Adam Mason et Simon Boyes                                                           | 26 mars 2021      |              |

## Réception
La série a reçu des critiques plutôt positives.